# 米亚尔科·普拉维·托多罗维奇
米亚尔科·普拉维·托多罗维奇（1913年9月25日—1999年3月3日），塞尔维亚族，是南斯拉夫的党和国家领导人，南斯拉夫人民军中将，南斯拉夫共产主义者联盟中央主席团执行局委员，南斯拉夫社会主义联邦共和国联邦执行委员会副主席、联邦议会主席。

## 生平
1913年，出生于塞尔维亚中部舒马迪亚州克拉古耶瓦茨。
1937年，参加在巴黎举行的国际社会主义和共产主义者学生代表大会。
1938年，入党，为“青年学生联合会”执行委员会成员。
1939年，任南共克拉古耶瓦茨地区委员会书记。
1940年，毕业于贝尔格莱德大学技术系，任南共舒马迪亚州党委书记。
1941年，历任第一无产者旅副政治委员、第一无产者旅政治委员、第一无产者师政治委员、第一集团军政治委员、第一方面军政治委员。
1942年，南斯拉夫反法西斯人民解放委员会第一次会议，为南斯拉夫反法西斯人民解放委员会委员。
1943年，南斯拉夫反法西斯人民解放委员会第二次会议，为南斯拉夫反法西斯人民解放委员会主席团委员。
1944年，第一次塞尔维亚反法西斯人民解放委员会，为主席团委员。
1945年，历任南斯拉夫国防部军事工业局局长、物资供应特别管理委员会主席、国防部长助理、国防部副部长、塞共中央委员会委员，获中将军衔。
1948年，任南斯拉夫农业部长、农业和林业委员会主席。
1952年，南共六大，为南共中央委员。
1953年，任南斯拉夫联邦执行委员会委员。
1958年，任联邦执行委员会副主席。
1963年，任为南斯拉夫社会主义联邦共和国联邦议会副主席、南斯拉夫联邦议会联邦院主席。
1965年，任南共中央委员会书记、书记处成员。
1966年，任南共中央执行委员会书记、南共中央主席团委员、中央共盟改组和发展委员会主席。
1969年，南共九大，为南共中央主席团委员和主席团执行局委员、南斯拉夫国防委员会委员、南斯拉夫劳动人民社会主义联盟联邦会议主席团委员。
1971年，任南斯拉夫联邦议会主席。
1974年，南共十大，退居二线，任南斯拉夫联邦会议成员。
1999年，病逝。

## 著作
- 《解放的工作》（1965年）
- 《对南斯拉夫共产主义者联盟的改造》（1968年）
- 《建立自由社会的生产者》（1980年）
- 《政治和社会的危机》（1984年）